# Schwaig bei Nürnberg

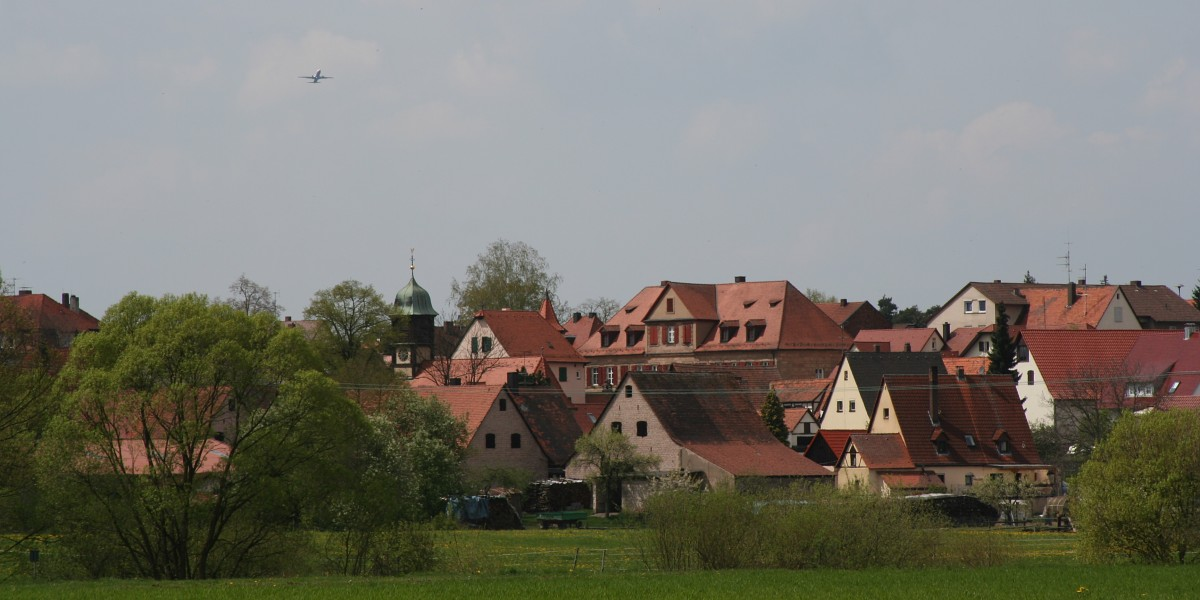
Dzielnica Behringersdorf

Schwaig bei Nürnberg, Schwaig b. Nürnberg – miejscowość i gmina w Niemczech, w kraju związkowym Bawaria, w rejencji Środkowa Frankonia, w regionie Industrieregion Mittelfranken, w powiecie Norymberga. Leży w Okręgu Metropolitarnym Norymbergi, około 8 km na północny wschód od Norymbergi i ok. 7 km na południowy zachód od Lauf an der Pegnitz, nad rzeką Pegnitz, przy autostradzie A3 (zjazdy 86-88), drodze B14 i linii kolejowej Monachium – Berlin i Norymberga – Schwandorf.

## Dzielnice
W skład gminy wchodzą następujące dzielnice: 
- Schwaig
- Malmsbach
- Behringersdorf

## Polityka
Wójtem jest Ruth Thurner. Rada gminy składa się z 20 członków:
|      | CSU | SPD | Bezpartyjni | Zieloni | Razem     |
| 2002 | 8   | 5   | 6           | 1       | 20 miejsc |